# 大阿布蛤
大阿布蛤（学名：Abrina magna），是帘蛤目唱片蛤科阿布蛤属的一种。主要分布于越南、中国大陆，常栖息在潮间带。